# Hermann Protze
Fürchtegott Carl Hermann Protze (* 26. Oktober 1866 in Fichtenberg, Ortsteil von Mühlberg in Brandenburg; † 5. April 1942 in Berlin) war ein deutscher Organist, Komponist und Musikverleger.

## Leben
Die Eltern waren Carl Fürchtegott und Johanne Christiane, geborene Rische, Protze. Eine musikalische Ausbildung erhielt Protze von 1887 bis 1889 am Königlichen Konservatorium der Musik in Leipzig, u. a. bei Paul Homeyer und Salomon Jadassohn.
Im Jahr 1905 zog die Familie von Leipzig nach Berlin. Das Musikhaus in der Potsdamer Straße wurde nach der Inflation aufgegeben, das Notenlager in Steglitz wurde 1943 ausgebombt.
Neben seiner Tätigkeit im Leipziger „Musikhaus Hermann Protze“ war er Organist und Komponist sowie sein eigener Verleger. Weit über Deutschlands Grenzen bekannt machte ihn seine Praktische Schule für Harmonium (op. 22, München 1907, in Deutsch, Englisch und Französisch), die noch Jahrzehnte später neu aufgelegt wurde.
Protze starb im Alter von 75 Jahren im Städtischen Krankenhaus in Berlin-Steglitz. 1890 hatte er in Leipzig Emilie Helene Pleßing geheiratet.